# ناج أشوين
ناج أشوين ريدي (من مواليد 23 أبريل 1986)  هو مخرج سينمائي هندي وكاتب سيناريو يعمل في السينما التيلجو. حصل على جائزة الفيلم الوطني، وجائزة ناندي، وجائزة فيلم فير .
عمل مساعد مخرج لـ سيخار كامولا ، ظهر لأول مرة في عام 2015 مع فيلم بلوغ سن الرشد يفاد سوبرامانيام ، والذي فاز بجائزة جائزة ناندي لأفضل مخرج لاول مرة .
في عام 2018، أخرج أشوين فيلم مهناتي، وهو فيلم عن السيرة الذاتية للممثلة سافيتري .
و برز باعتباره الفيلم الأكثر ربحًا في جنوب الهند الذي تقوده امرأة وفاز بجائزة الفيلم الوطني لأفضل فيلم روائي طويل في التيلجو وجائزة فيلم فير لأفضل مخرج - التيلجو .
توسع إلى السينما ذات الميزانية الكبيرة مع فيلم الخيال العلمي كالكي 2898 م (2024).